# 은진초등학교
은진초등학교는 대한민국 충청남도 논산시 은진면 연서리에 있는 공립 초등학교이다.

## 학교 연혁
- 1920년 4월 16일 은진공립보통학교(4년제) 개교
- 1924년 3월 31일 6년제 인가
- 1959년 11월 30일 성덕국민학교 분리 개교
- 1973년 3월 1일 시묘국민학교 분리 개교
- 1996년 3월 1일 은진초등학교로 개칭
- 1997년 3월 1일 시묘초등학교 통폐합
- 2005년 9월 3일 다목적강당(은비관) 준공 및 교실 2실 증축
- 2010년 12월 31일 교훈석 건립
- 2023. 01. 27 제102회 19명 졸업(졸업생 총 9501명)
- 2023. 03. 01 8학급(특수학급 1학급 포함) 편성

## 참고 자료
- 은진초등학교 - 한국교육학술정보원 학교알리미